# Madres de los niños abandonados en España

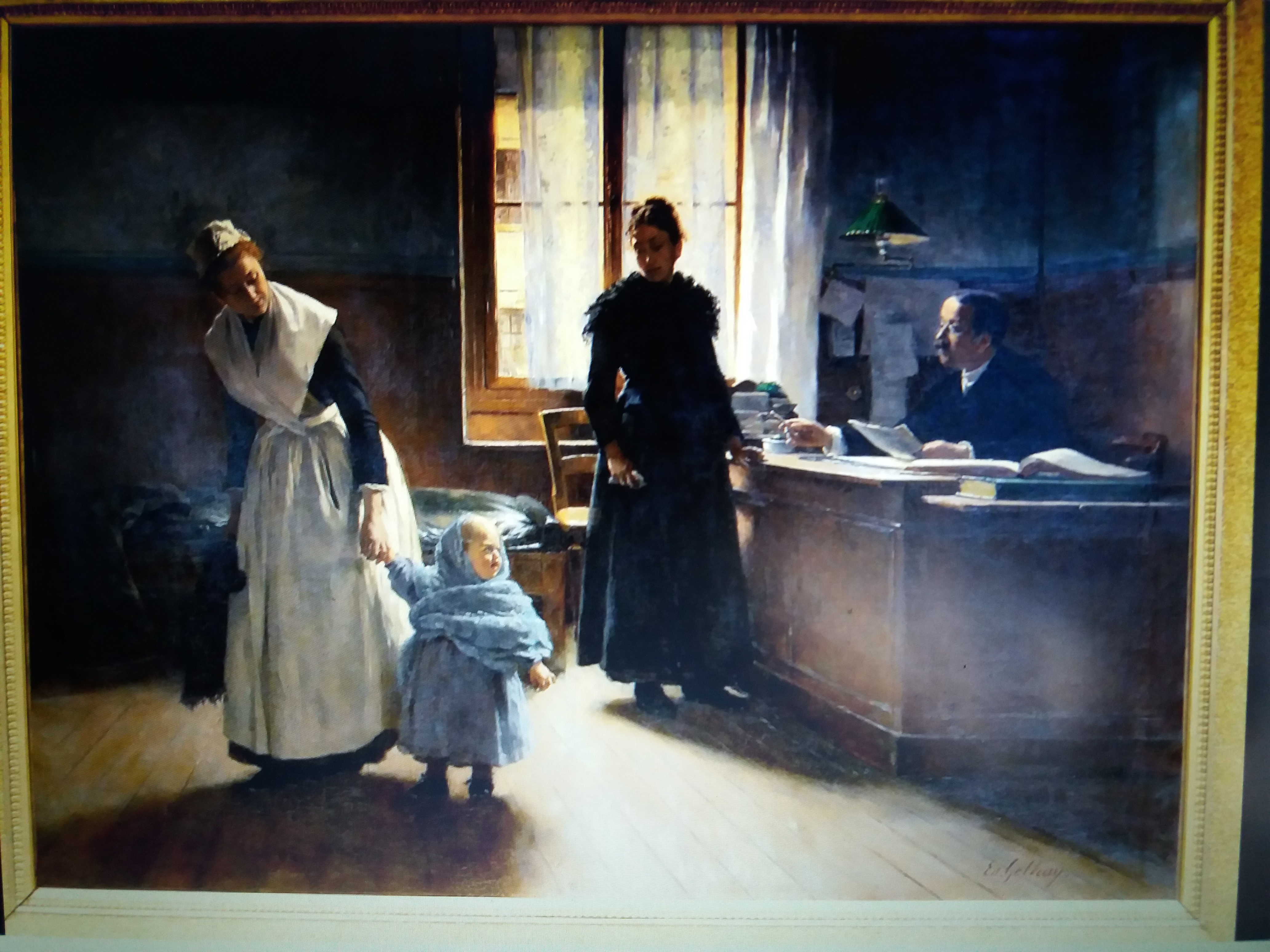
El abandono. 1886

A lo largo de la historia muchas madres se vieron obligadas por diferentes motivos a abandonar a su hijo en España y por extensión, en Europa.  
Este hecho tuvo su apogeo  entre mediados del siglo XIX y mediados del siglo XX en que se abandonaron, aproximadamente,  un millón  de niños en España.

## Causas
Las causas más frecuentes del abandono infantil eran  ser hijo ilegítimo, la pobreza, la enfermedad de la madre, falta de leche materna, la discapacidad del niño, etc.
Otro hecho que favoreció el abandono  fue el reforzamiento que hubo en la sociedad a mediados del siglo XIX del papel de la mujer desde el punto de vista moral y religioso de la época. Con pocas variaciones, fue un fenómeno común en España y en Europa.
Todo esto  motivaba que en las instancias de abandono se citara la falta de apoyo y el rechazo o la presión de la familia.
El número de mujeres oficialmente pobres era superior al de hombres. En muchos casos sus viviendas eran insalubres, su alimentación mala y escasa, y los trabajos que realizaban en el campo, servicio doméstico o en las fábricas tenían unas pésimas condiciones.
Las circunstancias negativas en las que vivían muchas mujeres podían provocar que algunas de ellas no pudieran amamantar. Para una madre pobre la falta de leche era un problema importante porque difícilmente podía pagar a una nodriza. Por esa razón el torno o las inclusas se presentaban como una solución, porque hasta bien entrado el siglo XX no se crearon las gotas de leche en la mayoría de las capitales de provincia españolas. Estas instituciones  facilitaban leche de vaca maternizada cuando la madre no podía lactar a su hijo.
A la problemática del embarazo no deseado, se añadía la penalización legal del aborto en España desde 1822 hasta finales del siglo XX, aunque no se erradicó la peligrosa práctica del aborto clandestino.

## Tipos de abandono
Hasta en siglo XIX el abandono se realizaba anónimamente por exposición en descampados o la vía pública y a partir de la despenalización del abandono a finales del siglo XVIII, los organismos públicos crearon los tornos donde las madres infelizmente embarazadas parían en secreto y abandonaban el niño recién nacido anónimamente, normalmente antes del alba.

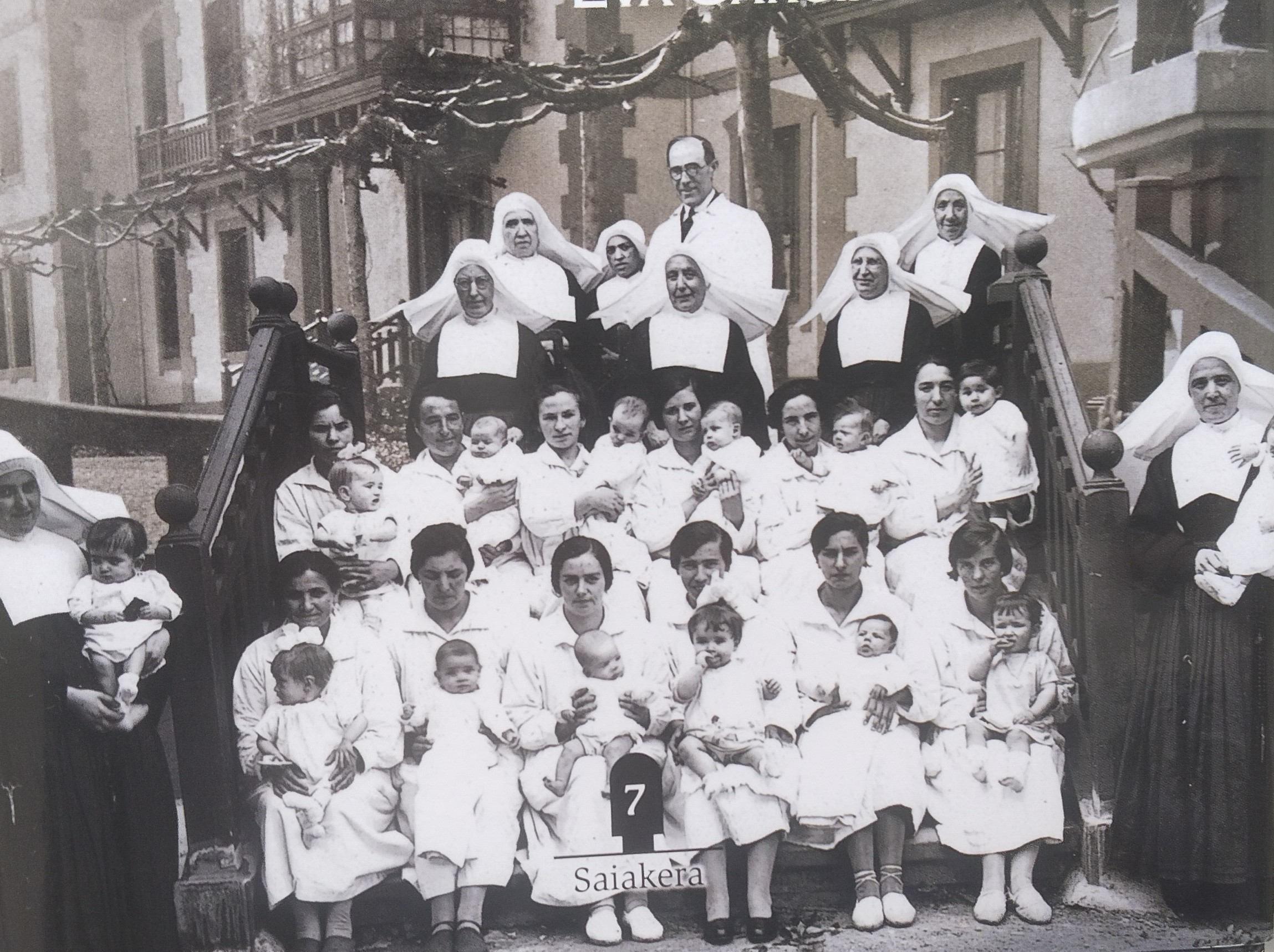
Madres, niños, monjas y el médico en la Casa Cuna de Fraisoro en 1930

A partir de mediados del siglo XIX comenzaron a desarrollarse maternidades, fundamentalmente en las misericordias, con lo que comenzó a desaparecer el abandono anónimo. Esta forma de abandono convivió con el torno hasta  primeras décadas del siglo XX en que desaparecieron los tornos en España. 
Sin embargo, estas instituciones ofrecían pocas plazas, no reunían buenas condiciones de higiene y no solían contar con las salas de aislamiento adecuadas, lo que unido al poco desarrollo de la obstetricia tenía por consecuencia una mortalidad materna hasta principios del siglo XX  de una madre cada 170 partos.
Las causas más frecuentes del fallecimiento materno eran las hemorragias y las infecciones puerperales. Hasta los años treinta del siglo XX no se realizaban transfusiones de sangre y la penicilina comenzó a utilizarse en 1946 en España.

## Sociología
El perfil de las madres que abandonaban su hijo era de mujeres jóvenes, solteras, pobres y en muchas ocasiones analfabetas.
A lo largo de la historia, las mujeres embarazadas solteras, viudas o adúlteras eran reprobadas socialmente y eran vistas como unas transgresoras porque rompían la idea dominante de la época, sostenida por la Iglesia y la moral social de la mayoría de la ciudadanía, de que la mujer honrada debía ser totalmente entregada a sus hijos y su familia como dictaba el «instinto maternal».
La familia era considerada la base de la sociedad, la que aseguraba el orden moral y material. Dentro de ella, la mujer debía ser la madre amorosa y abnegada, que cumplía con los deberes que la naturaleza le había impuesto, que era el de engendrar, alimentar, cuidar, educar y conservar con vida a sus hijos. Por esa razón, las madres que no cumplían la que se creía que era su función en la vida y dejaban a sus hijos en el torno de una inclusa, en un descampado o en cualquier lugar público, eran estigmatizadas.
Los higienistas consideraban, a finales del siglo XIX, que la ilegitimidad y la miseria aumentaban las probabilidades de que una mujer abandonase a su hijo porque las solteras embarazadas, en muchos casos, sufrían el rechazo en su hogar familiar y luego, cuando parían, no podían trabajar, y si lo hacían solo contaban con su escaso salario para subsistir en trabajos precarios como nodrizas o en el servicio doméstico.
El rechazo social no alcanzaba a los padres, que provenían de todos los estamentos sociales. La responsable era siempre la madre, censurada por dejar a su hijo en la inclusa.
La recuperación del niño tras el abandono era muy poco frecuente y normalmente era la propia madre la que se hacía cargo en solitario de la criatura.